# Мадраський університет
13°5′2″ пн. ш. 80°16′12″ сх. д. / 13.08389° пн. ш. 80.27000° сх. д.
Мадраський університет (там. சென்னைப் பல்கலைக்கழகம்) — вищий державний навчально-дослідницький заклад в індійському місті Ченнаї (Тамілнад). Є одним з найстарішим університетів Індії.